# Anoba
Anoba é um gênero de traça pertencente à família Arctiidae.